# مارك بي تايلور
مارك بي تايلور (بالإنجليزية: Mark P. Taylor)‏ هو اقتصادي بريطاني، ولد في 17 مايو 1958.